# Elisabeta Polihroniade
Elisabeta Polihroniade (24 de abril de 1935 - 23 de janeiro de 2016) foi um jogadora de xadrez da Romênia com diversas participações nas Olimpíadas de xadrez de 1966 a 1988 tendo conquistado um total de nove medalhas. Na edição de 1966 conquistou a medalha de ouro no segundo tabuleiro e a de prata por equipes, feito que repetiu na edição de 1988 no 1º tabuleiro reserva. Nas edições de 1972, 1974 e 1982 conquistou a medalha de prata por equipes e em 1984 e 1986 a de bronze. Em participação individual, conquistou também a medalha de prata em 1984 no segundo tabuleiro.